# 大韓民国の警察

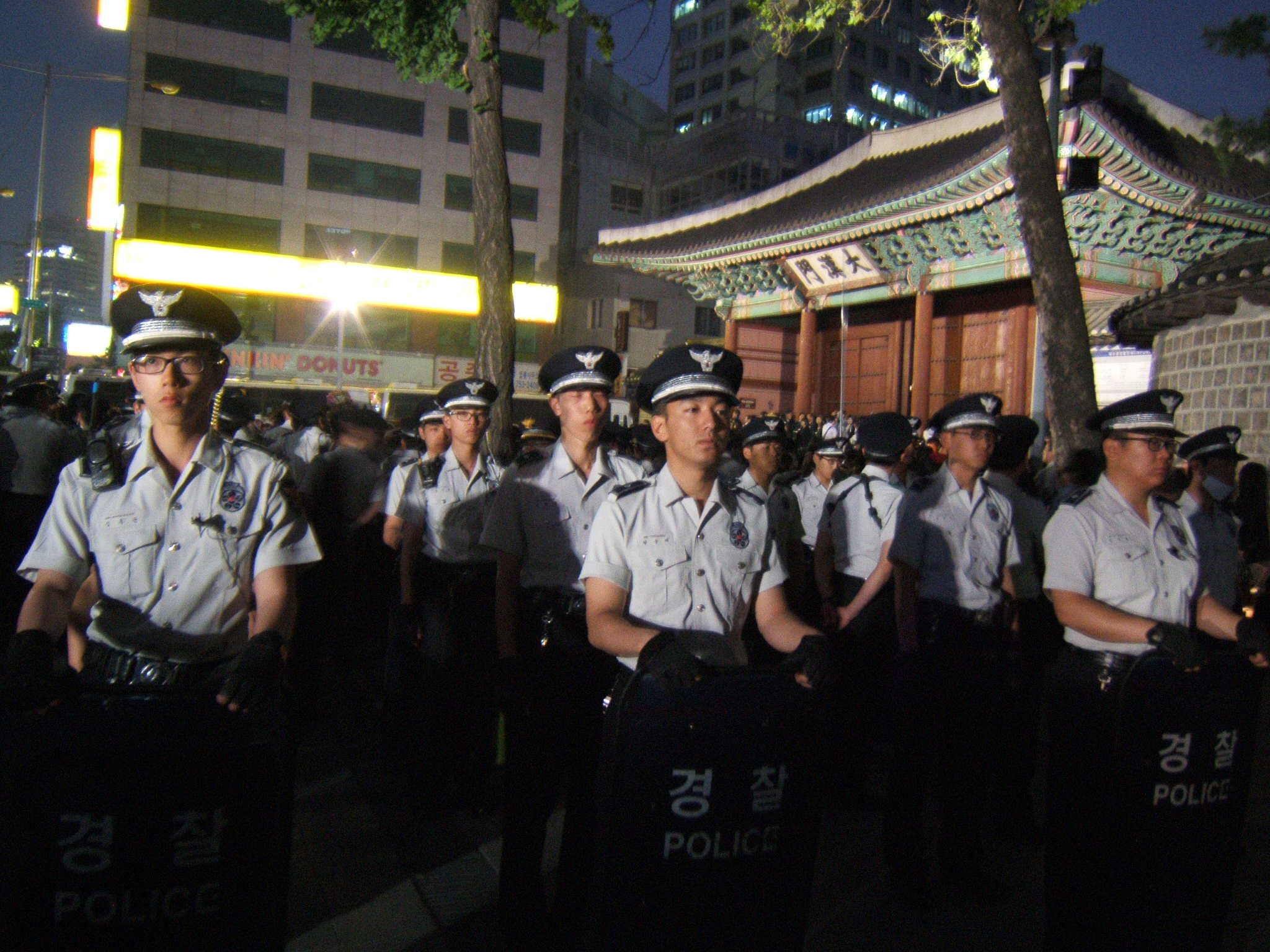
デモ隊に対抗し盧武鉉追悼式が行われる光化門への道を封鎖

行動前の待機

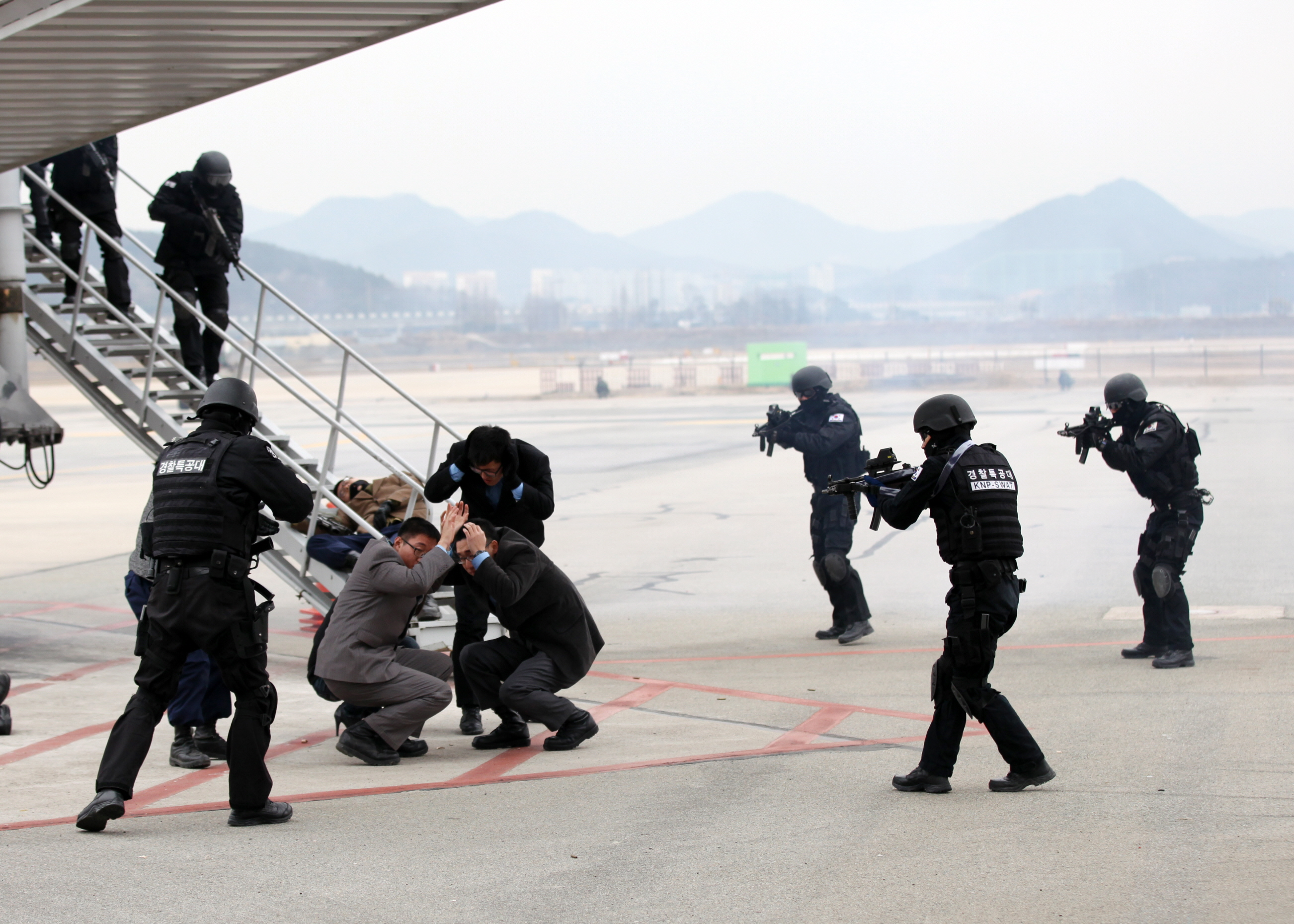
警察特攻隊(KNP-SWAT)の訓練(2012年)

大韓民国の警察（だいかんみんこくのけいさつ）は、大韓民国の行政機関である。行政安全部（旧内務部）の外局である警察庁、及び自治体に設置される自治警察で構成される。

## 概要
韓国の警察制度は国家警察と自治体警察の並立型であり、国家警察である警察庁は保安、外事、警備、対北朝鮮捜査などの任務を担当し、自治体警察である自治警察は、管轄地域内の住民の生活と密接に関わる生活安全、交通、雑踏警備、校内暴力などを担当する。緊急通報用電話番号は112番。
最新統計によれば、国内の全警察官数は約96,000人である。
紋章は天秤を首に掛けたオオワシが、赤青の陰陽を中央に配したムクゲの花の上に止まった図。全ての制服警察官はこの徽章を両襟に着けている。他に、頂部に「POLICE」「경찰」と書かれた太陽（昼）と三日月または影（夜）を表わす不同心円の中に、赤青の陰陽を中央に配し無色の陰陽5つで囲むように並べたデザインの「警察公務章」というバッジがある。勤務中は制服であればこれを左胸に着用、私服刑事は革ケースに身分証と共に収め携帯している。
警察車両の表記は警察紋章に「경찰」「POLICE」。後述の自治警察移行後は朝鮮語・英語共に地名を追加した表記に変更されつつある。
なお、韓国の司法組織としては、本項の警察とは別に「海洋警察庁」（海洋水産部隷下の沿岸警備隊。かっては警察庁の一組織だった）および「鉄道特別司法警察隊」（国土交通部隷下。韓国鉄道公社の各路線および施設を管轄）が設置されている。

## 警察庁の組織

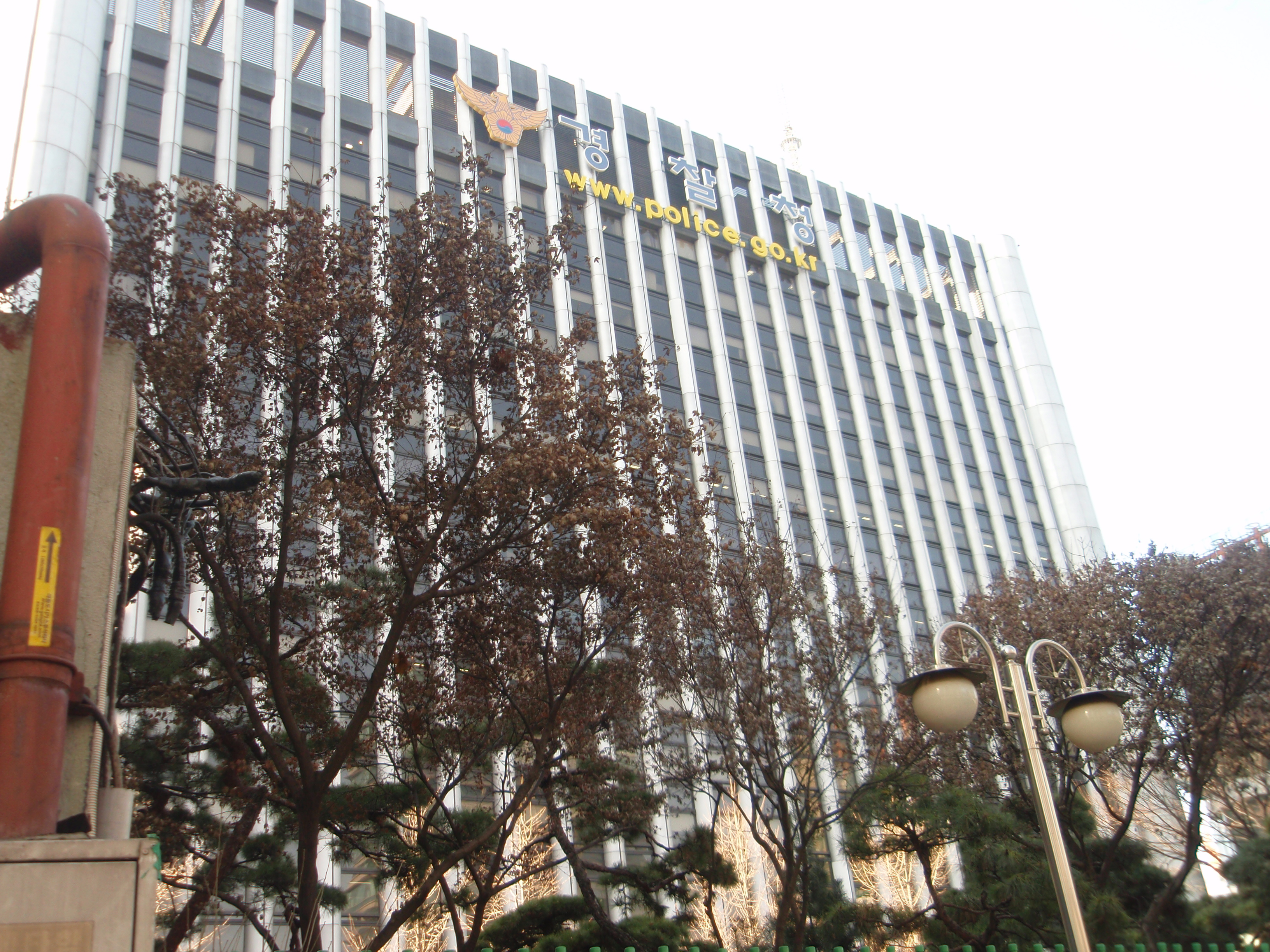
大韓民国警察庁庁舎

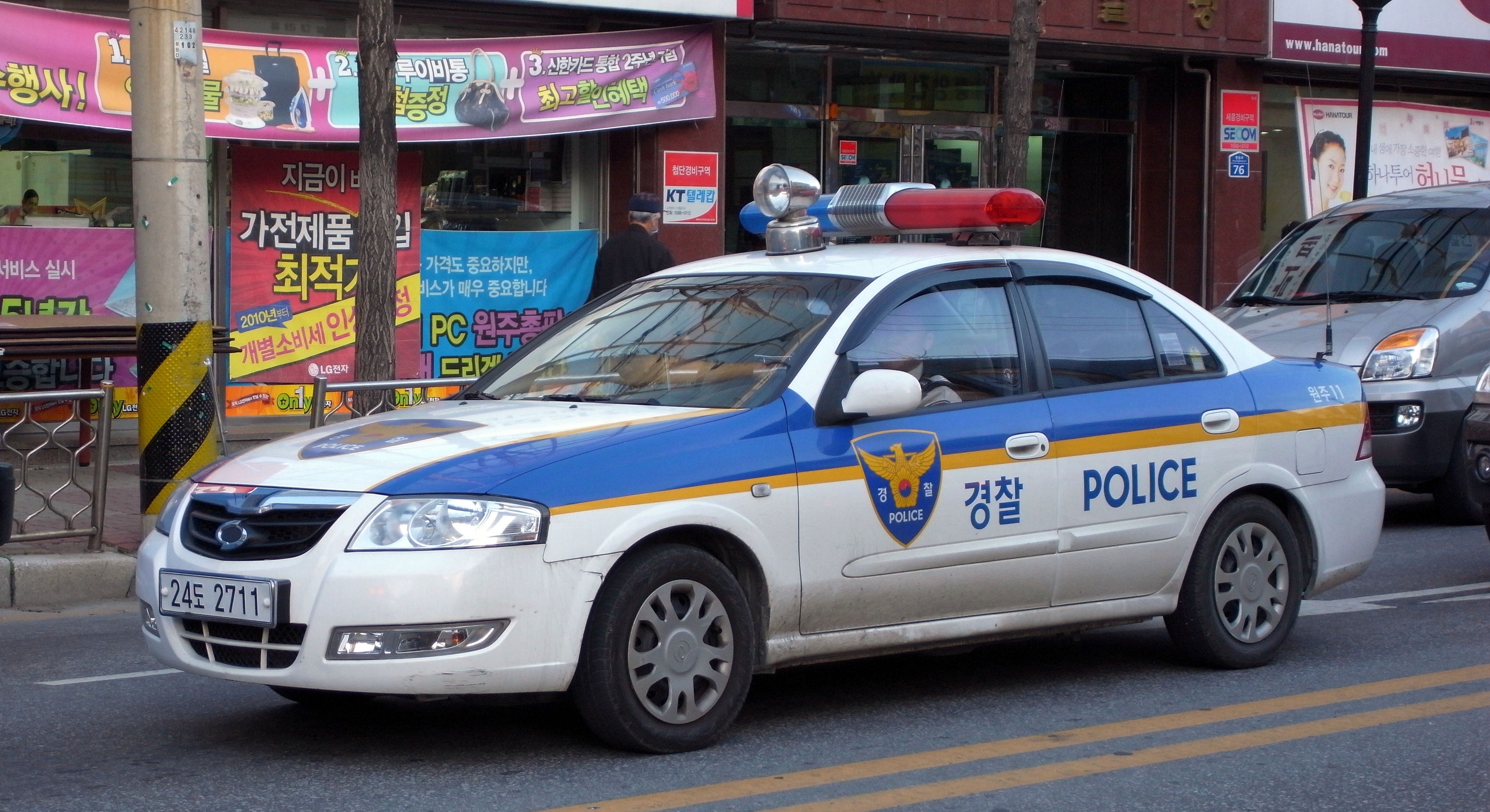
原州警察署のパトカー

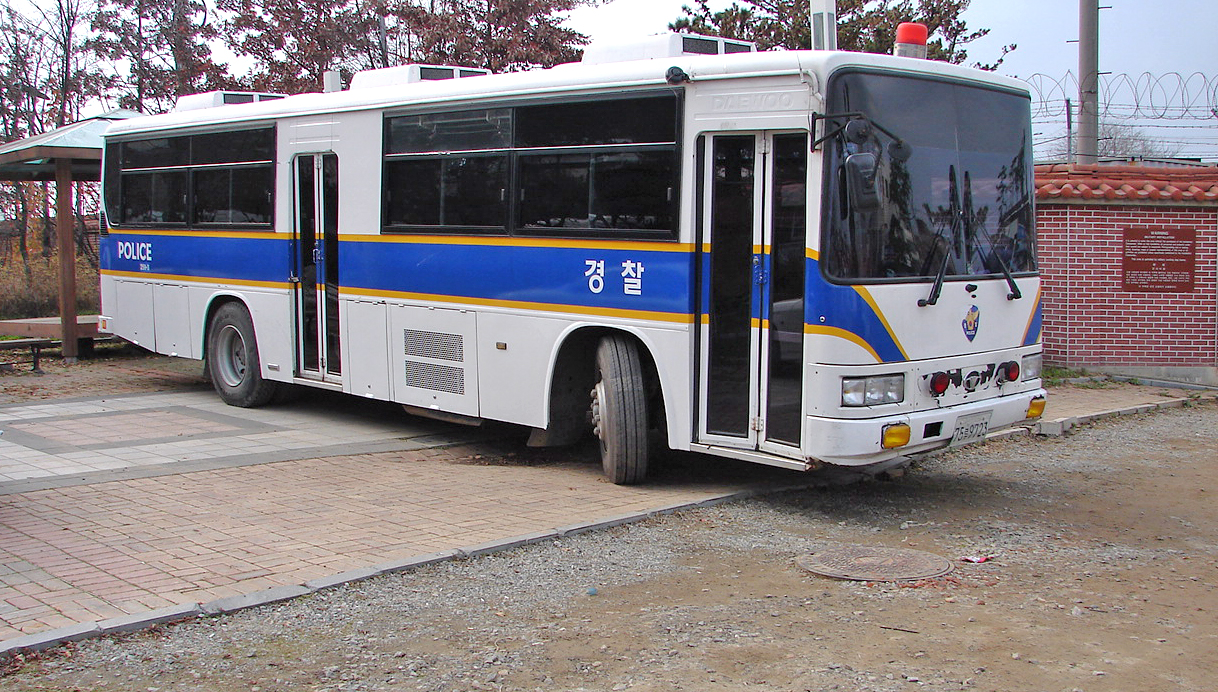
人員輸送車（大宇BS106）

行政安全部に所属する警察庁が警察大学、警察教育院、中央警察学校、警察捜査研修院、警察病院を統括する。警察庁の内部組織は生活安全局、捜査局、サイバー安全局、交通局、警備局、情報局、保安局、外事局の8局からなる。他に、来韓外国人を守る観光警察がソウル、釜山、仁川の3都市に設置されている。
かっては地方警察についても、特別市・広域市・道単位で警察庁の地方機関である「（市・道名）地方警察庁」が直接管轄していたが、2021年1月4日に各市・道による自治警察に移行し、「地方」を外した「（市・道名）警察庁」に改称した。
済州特別自治道については、2006年、自治警察制導入を謳った地方分権特別法に基づき、全国に先駆けて韓国初の自治体警察である済州特別自治道自治警察団が設置されており、済州地方警察庁の自治警察移行後も併存している。

## 沿革
- 1945年 - アメリカ軍占領統治下に警察管理局、各道に警察部を設置。
- 1946年 - 警察管理局を警事部に昇格、新階級制度導入。
- 1948年 - 内務部（省）の下に治安局、ソウル特別市、各道に警察局設置。
- 1967年 - 各道、主要市に戦闘警察隊設置。
- 1974年 - 内務部治安局を治安本部に改組。
- 1979年 - 警察大学設置。
- 1991年 - 治安本部を警察庁に改編、内務部の外庁となる。地方警察局は地方警察庁に改称。
- 1996年 - 海洋警察庁を海洋水産部へ移管。
- 1998年 - 上部組織である内務部が総務処と統合され、行政自治部が成立。同部の傘下となる。
- 1999年 - 蔚山地方警察庁設置。
- 2000年 - 運転免許業務を運転免許試験管理団に移譲。
- 2006年 - 済州特別自治道の発足にともない、最初の自治警察団が済州に設置される。
- 2007年 - 大田地方警察庁・光州地方警察庁設置。
- 2008年 - 行政自治部が行政安全部に改編される。
- 2010年12月31日 - 運転免許試験管理業務を道路交通公団に移譲し、運転免許試験管理団廃止。
- 2013年 - 行政安全部が安全行政部に改編。同部の傘下となる。
- 2014年 - 安全行政部が行政自治部に改編。同部の傘下となる。
- 2017年 - 行政自治部が行政安全部に改編。同部の傘下となる。
- 2021年 - 改正警察法が施行され、自治警察が新たに発足。各地方警察庁から「地方」の文字が外される[7]。

## 人員配置
2019年2月現在の定員
- 警察庁：1,828人
- 警察大学：307人
- 警察人材開発院：152人
- 警察捜査研修院：56人
- 中央警察学校：179人
- 警察病院：605人

- ソウル特別市警察庁：28,510人（31警察署）
- 釜山広域市警察庁：9,195人（15警察署）
- 大邱広域市警察庁：5,809人（10警察署）
- 仁川広域市警察庁：6,444人（10警察署）
- 光州広域市警察庁：3,437人（5警察署）
- 大田広域市警察庁：3,236人（6警察署）
- 蔚山広域市警察庁：2,547人（4警察署）
- 京畿南部警察庁：17,549人（31警察署）
- 京畿北部警察庁：6,222人（12警察署）
- 江原特別自治道警察庁：4,372人（17警察署）
- 忠清北道警察庁：3,642人（12警察署）
- 忠清南道警察庁：5,104人（16警察署）
- 全北特別自治道警察庁：4,971人（15警察署）
- 全羅南道警察庁：5,493人（21警察署）
- 慶尚北道警察庁：6,670人（24警察署）
- 慶尚南道警察庁：7,121人（23警察署）
- 済州特別自治道警察庁：1,812人（3警察署）

## 階級名称

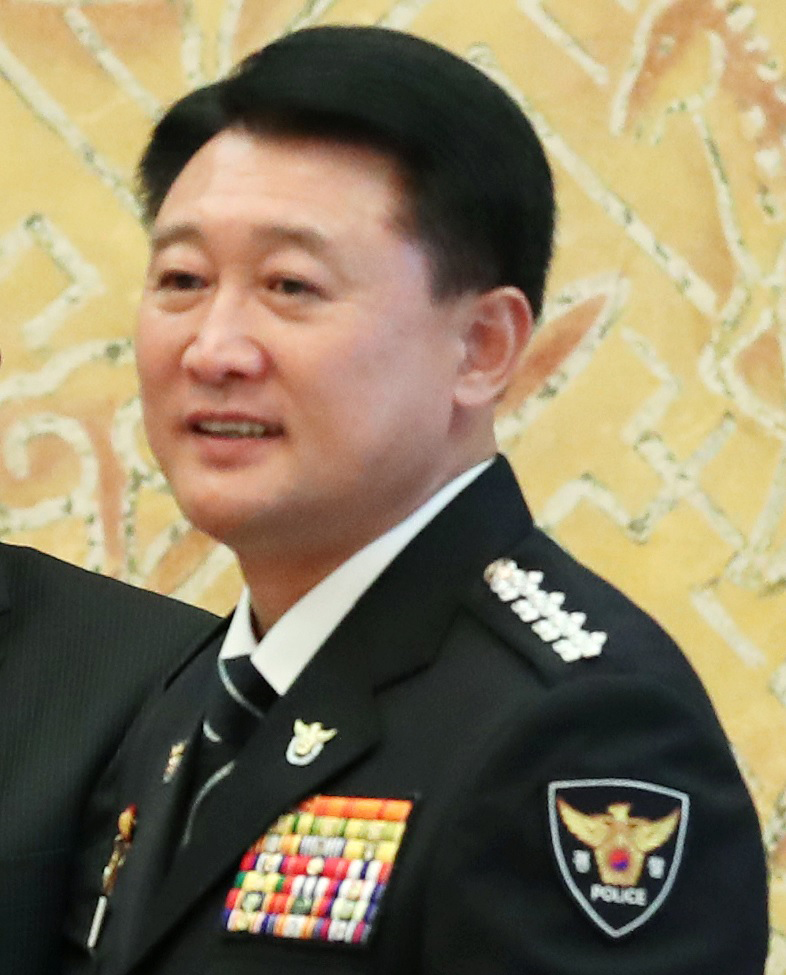
第20代警察庁長の李哲聖（イ・チョルソン）治安総監

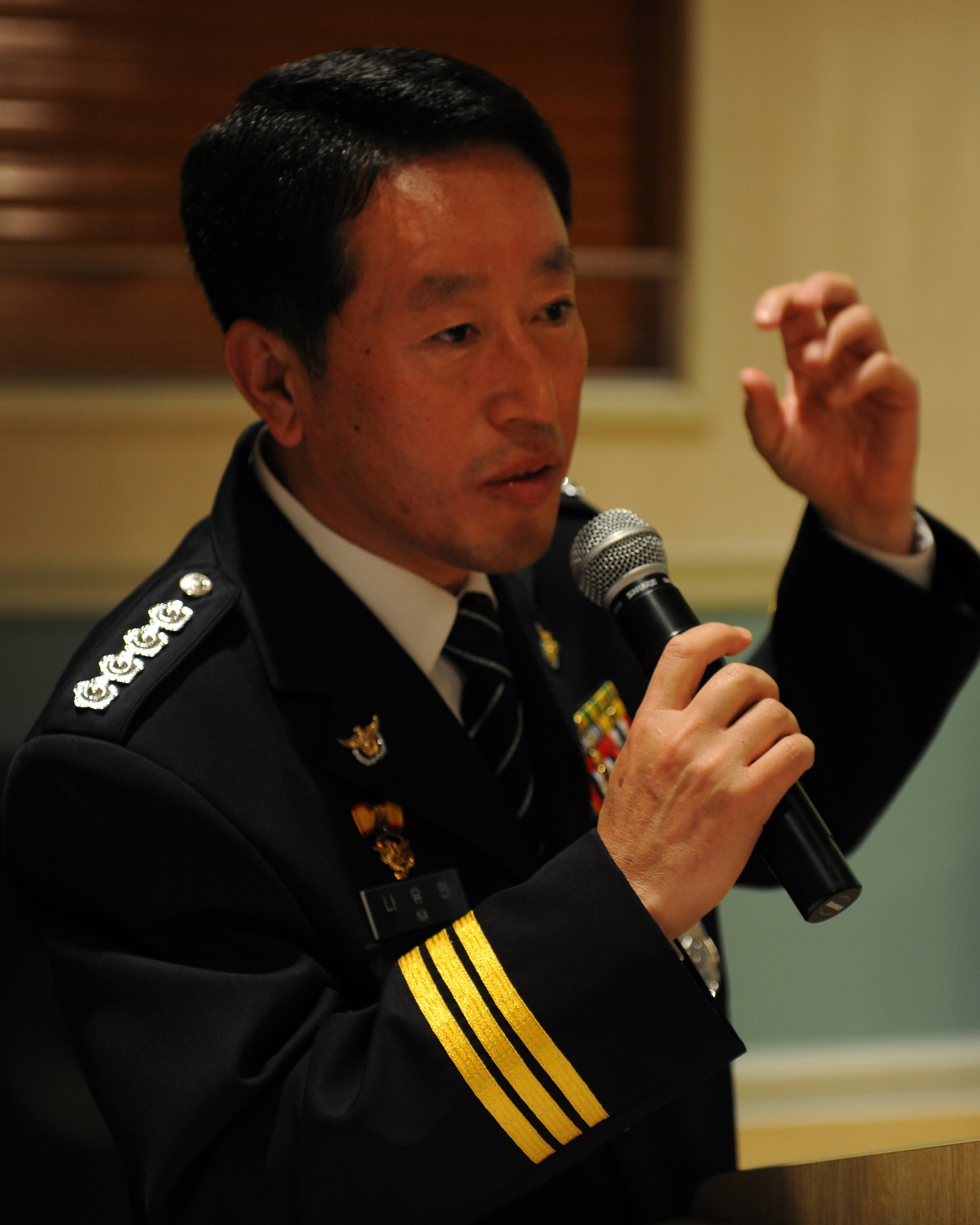
群山警察署長・羅攸仁（ナ・ユイン）総警

- 治安総監（치안총감、Commissioner General）1人（警察庁長官に相当。警察庁長（ko:대한민국의 경찰청장）に補職）
- 治安正監（Chief Superintendent General）5人（警視総監、警視監に相当。警察庁次長、ソウル・京畿・釜山の3主要地方警察庁長、警察大学長に補職）
- 治安監（Senior Superintendent General）（警視監に相当。警察庁各局長、警察庁企画調整官、ソウル・京畿・釜山を除く地方警察庁長、主要地方警察庁次長、警察教育院長、中央警察学校長）
- 警務官（Superintendent General）（警視長に相当。地方警察庁次長、ソウル・京畿地方警察庁部長、警察庁管理官・審議官、一部の警察署長）
- 総警（Senior Superintendent）（警視正に相当。警察署長、地方警察庁課長）
- 警正（Superintendent）（警視に相当。警察署課長、警察庁・地方警察庁係長）
- 警監（Senior Inspector）（警部に相当。地区隊長、警察署主要係長・チーム長・隊長、警察庁・地方警察庁班長）
- 警衛（Inspector）（警部補に相当。巡察チーム長、派出所（交番）所長、警察署係長・チーム長・隊長、警察庁・地方警察庁は実務者）
- 警査（Assistant Inspector）（巡査部長に相当。警察署班長）
- 警長（Senior Policeman）（巡査長に相当）
- 巡警（Policeman）（巡査に相当）
- 巡警試補（Policeman Assistant）（階級ではなく警察学校学生　試験採用2年）

### 戦闘警察隊
「戦闘警察隊設置法施行令」による戦闘警察巡警の階級
- 特警
- 首警
- 上警
- 一警
- 二警

### 済州自治警察
「済州特別自治道設置及び国際自由都市造成のための特別法」による済州特別自治道自治警察団のみの階級（カッコ内は相当職）
- 自治警務官（自治警察団長）
- 自治総警
- 自治警正
- 自治警監
- 自治警衛
- 自治警査
- 自治警長
- 自治巡警

## 戦闘警察隊

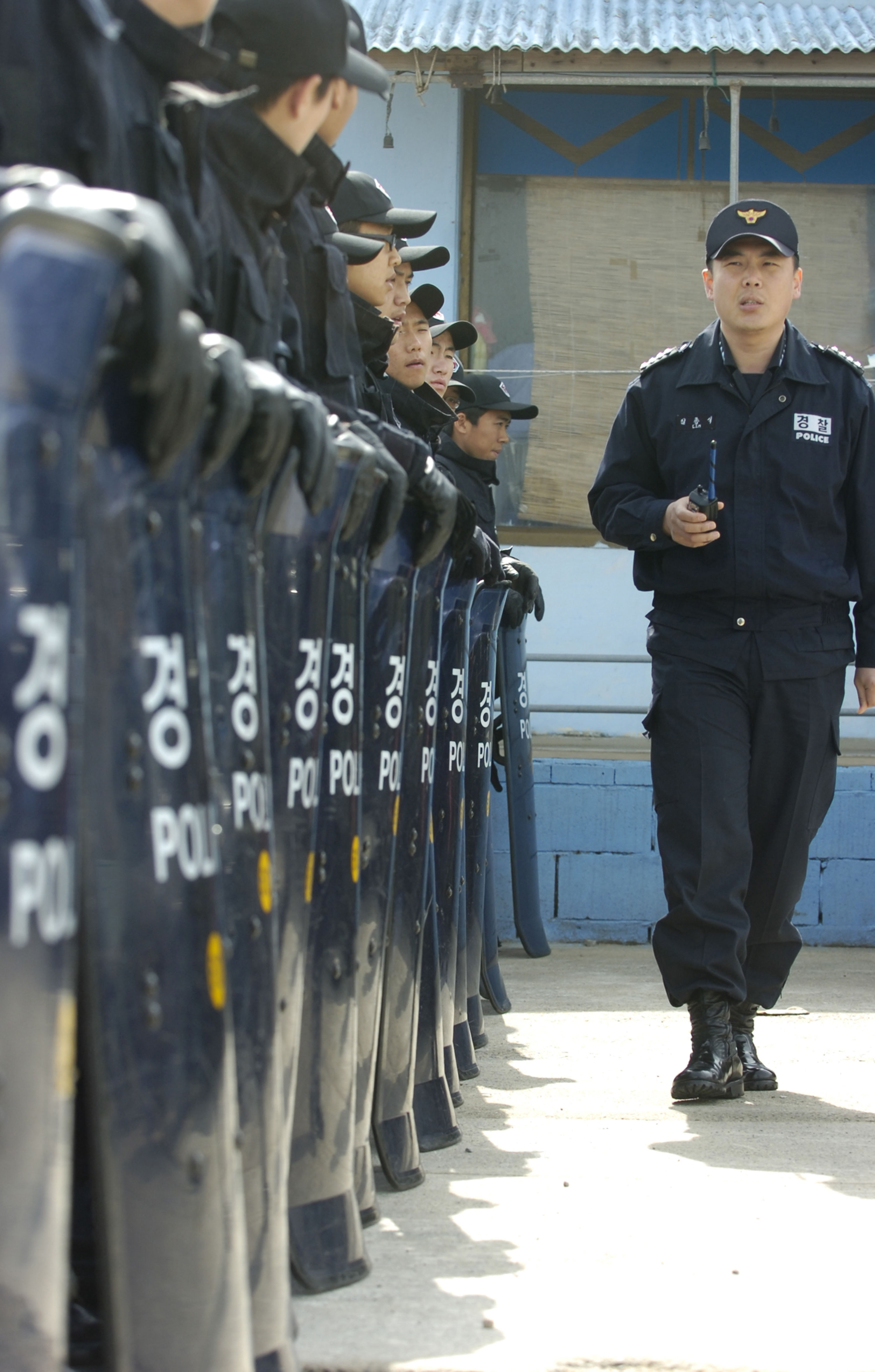
戦闘警察隊の隊員

韓国の警察には戦闘警察隊と呼ばれる組織が存在した。準軍事組織であり、北朝鮮から侵入した武装ゲリラの殺害・拘束（対間諜作戦）を目的としていた。
隊員は厳密には警察官ではない。徴兵によって集められ、韓国陸軍で軍事訓練を受けた後、出向という形で警察に勤務する。この者を作戦戦闘警察巡警と呼ぶ。戦闘警察への入隊を徴兵と同等とみなし、希望者を募って試験を行い、合格すると兵役期間中戦闘警察で勤務する義務戦闘警察巡警もある。軍事訓練は陸軍に委託する。
作戦戦闘警察巡警は主に対間諜作戦任務、義務戦闘警察巡警は主に警備・交通外勤・派出所勤務・防犯巡察など警察の補助任務を行っている。
国会警備隊や政府庁舎警備隊にも戦闘警察巡警が多く勤務している。
軍事独裁政権時代には「白骨団」と俗称される私服のデモ弾圧部隊が組織され、民主化運動の弾圧に猛威を振るった。名前は被っていたヘルメットが白かったことに由来している。弾圧方法は非常に過酷で、デモ参加者を殺害してしまうという不祥事を度々起こした。盾には自制のため「忍」の文字が書かれていた。
盧武鉉政権下では、過去に死者を出した経緯もあり、非殺傷性装備であるにもかかわらず催涙弾などの使用が禁止または制限されてしまい、警棒などを使用した近接検挙に頼らざるを得なくなり、デモ隊との間でしばしば乱闘に発展し、双方に多くの負傷者を生じる結果となった。

## 警察教育
前述のように警察大学（幹部候補生教育、高等教育）など警察庁運営の専門教育機関があるが、いずれも小規模なものである。このほか、東国大学校をはじめとした4年制大学に警察行政学科が設置され、警察専門教育を行っている。大学院課程まである大学も存在する。ただし、一般の4年制大学の警察行政学科を卒業しても警察公務員試験に合格しなければ、警察官にはなれない。なお、警察公務員の採用は各地方警察庁ごとに行われ、採用者は警察行政学科卒業者も含め、中央警察学校において6か月間の基礎教育が課される。
警察庁の採用は大きく三つに分かれ、日本のノンキャリアにあたる巡警（巡査）採用、警察関連大学の卒業生を対象にした、日本の準キャリアにあたる警査（巡査部長）採用、また、日本のキャリアにあたる幹部候補生の警衛（警部補）採用がある。幹部候補生で採用された場合は1年間の警察総合学校での研修を終え、警察大学出身者と同様、警衛（警部補）として入庁することになる。韓国にも日本のキャリアにあたるものがあるが、韓国の弁護士資格を持つ者、および国家公務員採用上級試験に合格し、2年以上の経歴を持つ者だけに資格が与えられ、短期研修を経て警正（警視）に任命される。韓国内にこのようなキャリアは80余人だと言われていて、この中現在、弁護士出身は29人である。
ちなみに、警察大学は幹部警察官養成のための4年制大学である。警察における士官学校的な位置づけであり、軍における陸軍士官学校・海軍士官学校・空軍士官学校に相当する。警察大学のカリキュラムは大学警察行政学科に準じているが、警察学の講義、幹部警察官になるための訓練（テコンドーなどの武術や 射撃訓練、戦闘警察隊の訓練）がある。入学者の成績は全大学受験生の上位1~3パーセントほど。かなりの難関である。卒業生は、卒業後ただちに警衛の階級（日本警察の警部補に相当）に任官する。
警察採用試験合格者からは政府機関（中央情報部、現・国家情報院）の工作員になる者もあり、日本では新潟日赤センター爆破未遂事件を引き起こしている。

## 不祥事
- 1987年1月14日：朴鍾哲拷問致死事件
- 2011年に入り、前警察庁庁長、前警務局長ら、警察幹部が特定の業者から現金を受け取っていたとの疑惑が起こり、検察の事情聴取を経て前庁長が2011年1月28日、検察庁に逮捕された。